# Notacanthus spinosus
Notacanthus spinosus är en fiskart som beskrevs av Garman, 1899. Notacanthus spinosus ingår i släktet Notacanthus, och familjen Notacanthidae. Inga underarter finns listade i Catalogue of Life.